# 진월담 월희
《진월담 월희》(일본어: 真月譚 月姫 신게쓰단 쓰키히메[*])는 타입문의 동인 게임인 《월희》를 원작으로 하는 애니메이션 및 만화이다.